# Wallasey
Wallasey es una villa del distrito de Wirral, en el condado de Merseyside (Inglaterra).

## Geografía
Según la Oficina Nacional de Estadística británica, Wallasey tiene una superficie de 9,91 km².

## Demografía
Según el censo de 2001, Wallasey tenía 58 710 habitantes (47,22% varones, 52,78% mujeres) y una densidad de población de 5924,32 hab/km². El 21,91% eran menores de 16 años, el 70,11% tenían entre 16 y 74 y el 7,99% eran mayores de 74. La media de edad era de 38,59 años.
El 93,66% eran originarios de Inglaterra y el 3,16% de otras naciones constitutivas del Reino Unido, mientras que el 1,52% eran del resto de países europeos y el 1,65% de cualquier otro lugar. Según su grupo étnico, el 98,23% de los habitantes eran blancos, el 0,64% mestizos, el 0,42% asiáticos, el 0,2% negros, el 0,43% chinos y el 0,09% de cualquier otro. El cristianismo era profesado por el 78,09%, el budismo por el 0,14%, el hinduismo por el 0,11%, el judaísmo por el 0,13%, el islam por el 0,36%, el sijismo por el 0,05% y cualquier otra religión por el 0,19%. El 12,32% no eran religiosos y el 8,62% no marcaron ninguna opción en el censo.
Del total de habitantes con 16 o más años, el 31,66% estaban solteros, el 45,17% casados, el 2,77% separados, el 10,48% divorciados y el 9,92% viudos. Había 25 002 hogares con residentes, de los cuales el 34,46% estaban habitados por una sola persona, el 13,93% por padres solteros con o sin hijos dependientes, el 31,45% por parejas casadas y el 6,91% sin casar, con o sin hijos dependientes en ambos casos, el 7,3% por jubilados y el 5,96% por otro tipo de composición. Además, había 1318 hogares sin ocupar y 34 eran alojamientos vacacionales o segundas residencias.